# Socialret
Socialret er den forvaltningsretlige underdisciplin, der vedrører regler (love mv.) om bl.a. udbetaling af sociale ydelser til bl.a. jobsøgende borgere. Ydelser til ældre eller handicappede borgere er også omfattet af socialret. Som aspekter af socialret hører regler om forældelse samt modregning og inddrivelse af gæld til den offentlige sektor. Foruden danske love findes der også EU's regler og bl.a. flere konventioner. Den danske lovgivning på området er ganske omfattende.

## Danske love på det socialretlige område
Til de vigtigste danske love hører: Almenboligloven og barselsloven samt boligstøtteloven og borgerservicecenterloven og børnetilskudsloven samt børne- og ungeydelsesloven og dagtilbudsloven. Hertil kommer forvaltningsloven og gammelførtidspensionlovenog integrationsloven samt jobpræmieloven samt kommuners og regioners opgaveudførelseslov samt kommunestyrelsesloven og miljøoplysningsloven samt offentlighedsloven samt ombudsmandsloven og persondataloven samt PSI-loven samt lov om retssikkerhed og administration på det sociale område samt lov om aktiv socialpolitik samt lov om danskuddannelse til voksne udlændinge m.fl. Foruden lov om delpension samt lov om fleksydelse og lov om forsøg med personlige borgerstyrede budgetter til socialt udsatte borgere samt lov om kompensation til handicappede i erhverv m.v. samt lov om forpligtende kommunale samarbejder. Desuden lov om kontantydelse og lov om en midlertidig jobpræmie til langtidsledige m.v. samt lov om seniorjob og lov om social pension samt lov om specialundervisning for voksne og lov om tilbageholdelse af stofmisbrugere i behandling. Ydermere findes lov om Udbetaling Danmark og lov om ungdomsuddannelse for unge med særlige behov samt repatrieringsloven og retssikkerhedsloven. Der er også serviceloven og socialfrikortsloven samt socialtilsynsloven og sygedagpengeloven samt voksenansvarsloven.
Endvidere kan uddrag af følgende love være relevante: Grundloven og Menneskrettighedskonventionen (der gælder via inkorporeringsloven) og retsplejeloven og lov om tjenestemænd samt undersøgelseskommissionsloven foruden ministeransvarlighedsloven.
Som supplement til persondataloven findes databeskyttelsesforordningen.

## Første instans
Udbetaling Danmark, der hører under ATP, vedtager bindende afgørelser om udbetaling af sociale ydelser til borgere.

## Klageinstans
Ankestyrelsen er klageinstans, som en ansøger eller modtager af sociale ydelser kan indgive administrativ rekurs (klage) til, hvis modtageren er utilfreds med Udbetaling Danmarks afgørelse.